# Willem Pieter Hoevenaar
Willem Pieter Hoevenaar (Utrecht, 1808. március 7.  – Utrecht, 1863. október 31.) holland festőművész, műszaki rajzoló, litográfus és akvarell-művész.

## Életútja
Hoevenaar 1808-ban született az észak-hollandi Utrechtben, Adrianus Hoevenaar uszályparancsnok és Maria Josepha le Fevre fiaként. Apja és nagyapja (szintén Adrianus) is foglalkozott festészettel. Fiútestvérei, Cornelis Willem és Nicolaas Ludolph szintén a festészetet választották hivatásul. Kezdetben apja tanította, majd Christiaan van Geelen, Bruno van Straaten és Pieter Christoffel Wonder tanítványa lett. 1828 és 1863 között számos hágai és amszterdami kiállításon vett részt festményeivel. 1836-ban feleségül vette Wendelina van der Sluist. 1850-ben a Királyi Akadémia (hollandul: Koninklijke Academie) meghívására Amszterdamba költözött. A közönség elsősorban szépiabarna műveit kedvelte. Számos tanítványa volt, többek között David van der Kellen valamint saját fia, Jozef Hoevenaar, aki megfestette portréját. Elsősorban zsánerképeivel ért el nagy sikereket, főleg azokkal, amelyeken a szereplőket hagyományos, népi holland öltözékben ábrázolta. Művei az amszterdami Stedelijk Museumban és Rijksmuseumban, a haarlemi Teylers Múzeumban, az utrechti Centraal Museumban láthatók.